# Antocha satsuma
Antocha satsuma là một loài ruồi trong họ Limoniidae. Chúng phân bố ở miền Cổ bắc.